# François Rauber
François Rauber (Neufchâteau, 19 januari 1933 – 14 december 2003) was een Frans pianist, componist, arrangeur en orkestleider die vooral bekend werd door zijn samenwerking met de Belgische chansonnier Jacques Brel.

## Levensloop
Na zijn pianostudie aan het conservatorium van Nancy werkte Rauber vanaf 1951 in diverse cabarets in Parijs als begeleider van artiesten als Boris Vian en Serge Gainsbourg. Op verzoek van Jacques Canetti was hij op 23 juli 1956 de begeleider van Jacques Brel tijdens een optreden in Grenoble. De kennismaking met Brel was het begin van een samenwerking die zou voortduren tot Brels dood in 1978.
In april 1958 maakte Rauber zijn eerste arrangementen voor Brel, nadat hij zijn debuut als arrangeur korte tijd tevoren had gemaakt voor een opname van Simone Langlois.

Raubers grondige muzikale kennis - met name op het gebied van kamermuziek en fuga's - vormde een grote verrijking voor de muziek van Brel, die tot op dat moment afhankelijk was van zijn eigen, niet bijzonder spectaculaire, verrichtingen op de gitaar en van de diensten van drukbezette orkestleiders. Rauber haalde Brel er ook toe over om op het podium geen gitaar meer te spelen, zodat Brels theatrale voordracht in het vervolg alle ruimte kreeg.

Ook op persoonlijk vlak konden de twee goed met elkaar overweg. Rauber was de peetoom van Brels dochter Isabelle.
Behalve als vaste arrangeur van Brel, werkte Rauber in de jaren zestig met talloze andere artiesten, onder wie Barbara, Juliette Gréco, Georges Moustaki, Camillo Felgen en Charles Aznavour. Hij componeerde tevens filmmuziek en klassieke stukken. In 1983 en 1984 dirigeerde hij de Franse inzendingen op het Eurovisiesongfestival.

## Composities (Uittreksel)

### Werken voor orkest
- 1992 Souvenance, voor viool en orkest

### Werken voor harmonieorkest
- 1986 Le 14 juillet, theatermuziek voor het toneelstuk "Le 14 juillet" van Romain Rolland voor koperkwintet en harmonieorkest
- Ballade
- Cabrioles
- Marche du petit brigand
- Sinuances

### Filmmuziek
- 1961 Vacances en enfer
- 1965 Belle et Sebastian televisieserie
- 1967 Les risques du métier
- 1969 Tintin et le temple du soleil
- 1969 Mon oncle Benjamin
- 1971 Frantz
- 1972 Le bar de la fourche
- 1972 Tintin et le lac aux requins
- 1973 Le Far-West
- 1973 L'emmerdeur
- 1974 Le vagabond televisieserie
- 1976 Grand-père Viking televisieserie
- 1978 Double détente
- 1978 Quand flambait le bocage
- 1980 La conquête du ciel televisieserie
- 2006 Molinaro, un esprit libre
- 2006 Une cellule pour deux
- 2006 L'emmerdeur par Vincent Perrot
- 2006 Brel, les rêves accomplis
- 2006 L'emmerdeur par Jean-Marie Poiré
- 2006 Nino Castelnuovo, le groom de l'Hôtel du Palais
- Pierrot la Tendresse
- La Bande a Bonnot
- Antoine et Sébastien
- Play-Time
- Mon Oncle Sébastien
- Le Temple du Soleil